# Книга за българския народ
„Книга за българския народ“ е книга със сатирична поезия от Стоян Михайловски, издадена през 1897 година.
Книгата е преизадавана през 1931, 1938, 1946, 1960 и 1991 г. Това произведение донася най-голяма известност на Михайловски. То е сред най-мощните явления в европейската литературна сатира по онова време.
Главният герой е Абдул Рахман Паша. Разказва се за това как се управлява държавата. В 104-те стихотворни страници на „Книга за българския народ“ се развива ироничната поука, че държавникът трябва да развращава и да взема за свои служители развратените, като държи масата в невежество. Книгата е непрекъснат монолог от политическа софистика, съдържа разсъждения и изобличения.